# ガス警報器

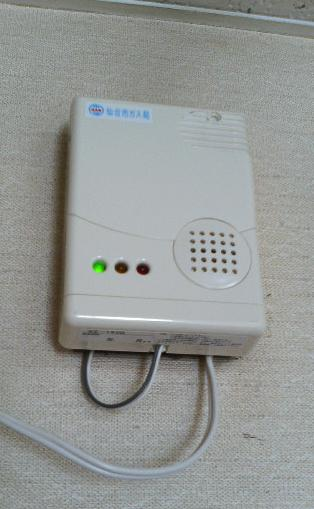
ガス警報器（2センサタイプ　新コスモス電機製　XZ-193G型）

ガス警報器またはガス検知器（英: Gas detector）とは、漏れた燃料用ガスや不完全燃焼によって生じた一酸化炭素（CO）を検知して警報を発する装置である。

## 概要
都市ガスやLPガスといった燃料用ガスには、漏洩が人間にもわかるように意図的に臭い（タマネギが腐ったような臭い）を付けている。しかし、ガス漏れが起きた場所に人が居なかったり、就寝中などの場合、臭いに気づかない場合がある。また、近年の住宅は高気密化されているため、換気せずに室内でガス器具を使い続けると不完全燃焼を起こして一酸化炭素が発生する危険性が高い。そこでガス漏れや不完全燃焼の発生を警報音によって知らせることで事故を未然に防止する。

## センサ数の違い

### 1センサタイプ
燃料ガスのみを検知するタイプ。都市ガス用とLPガス用がある（一酸化炭素のみを検出するタイプは不完全燃焼警報器と呼ばれる）。

### 2センサタイプ
燃料ガスと一酸化炭素を検知するタイプ。現在販売されているのは都市ガス用のみである。

### 3センサタイプ
燃料ガスと一酸化炭素に加え、火災も検知できるタイプ。対応する燃料ガスは都市ガス用とLPガス用があり、さらに火災検知方式は煙式と熱式がある。

## 警報方式

### 単体警報方式
ガス警報器本体から警報音が鳴るだけの方式。警報音は、ガス警報器が最初に開発された当初は電磁ブザー、その後は圧電ブザーによるものが主流であったが、最近では家庭内の他の機器のブザー音と区別できるように、警報音に加えて音声で警報するタイプが多く、警報音だけのものであってもスイープ音を採用するなど、確実にガス警報器の音であると判別でき、かつ高音域が聞き取りづらい高齢者にもよく聞こえるように工夫されている物も多い。音声警報のメッセージ内容は、ガス警報器工業会に加盟しているメーカーの製品においては下記の通り統一されている。
- 燃料ガス検知時 - ガスが漏れていませんか？
- 一酸化炭素検知時 - 空気が汚れて危険です。窓を開けて換気してください。
- 火災検知時 - 火災警報器が作動しました。確認してください。

### 戸外ブザー方式
上記の単体警報方式の機能に加えて、建物の戸外にも警報ブザーを設置し、近所の人達にも異常を知らせることができる。

### 集中監視方式
ビルやマンション等に採用される方式で、消防法の基準を満たすものはガス漏れ火災警報設備と呼ばれる。上記の単体警報方式の機能に加えて、管理人室などにガス漏れ受信機を設置し、建物のどの場所で異常が発生したかが分かるシステムである。マンションの場合は、各住戸内のインターホン親機が受信機の機能を有し、住戸内、住戸玄関、管理室で警報を発する方式が一般的である。
これらのシステムにおいては、正常時は警報器本体から受信機に対して、直流6Vの電圧が掛かっている事を以て正常とみなす仕組みになっているので、警報器の電源が切られたり、警報器と受信機を繋ぐ配線が断線した場合も受信機に異常表示が出る。

## 検知方式

### 燃料ガスの検知方式

#### 半導体式
半導体の表面にガスが吸着することによって半導体の電気抵抗が減少することで検知する。安価で確実にガスを検知できることから、本方式の発明は家庭用にガス警報器を普及させる大きなきっかけとなった。しかし、経年劣化により感度が高くなるため、アルコール等の雑ガスによる誤報が発生しやすくなる。

#### 接触燃焼式
電流を流している白金線にガスが接触すると微小な燃焼を起こし、白金線の電気抵抗が増加することで検知する。半導体式よりも歴史が古く、精度も高い方式であるが半導体式と比べてコストが高い。

#### 気体熱伝導式
空気とガスはそれぞれ熱伝導度が異なるため、電流を流している白金線（普段は空気に触れている）にガスが接触するとその温度が変化する。その結果電気抵抗も変化することで検知する。

#### 電気化学式
電気化学的な検出法の一例として一酸化炭素などの還元性の検知対象ガスが存在すると検知極では触媒上で空気中の水蒸気と以下の反応式で示される反応が発生する。
CO + H2O → CO2＋ 2H+ + 2e- …（1）
検知極と対極を電気的に接続（短絡）すると検知極で発生したプロトン(H+)はイオン伝導体を介して、同時に発生した電子（e-）は外部の電線（リード）を介して、それぞれ対極に到達して対極上で空気中の酸素との間で以下の反応式で示される反応が発生する。
O2 + 2H+ + 2e- → H2O …（2）
つまりこのセンサはガスを活物質とする電池と見なすことができる。
CO + （1/2）O2 → CO2 …（3）
ガスセンサとして使う場合は、検知極と対極を電気的に接続してその短絡電流を測定する。

## 付加機能
ガス警報器にはガス漏れや不完全燃焼、火災発生時に警報を発する他に、外部機器を接続することでガス会社や警備会社に自動的に通報したり、ガスメーターに接続することで自動的にガスの供給を停止する機能や、部屋の温度や湿度を常時監視し、熱中症や空気の乾燥の注意喚起メッセージを流す機能、電源表示灯に高輝度白色LEDと光を拡散させるカバーを用い、かつ調光機能も備えることで常夜灯としての機能等を持った製品もある。

## 設置位置や維持管理・注意点

### 設置位置
空気より軽いガス（ほとんどの都市ガス）の場合、検知部が天井面から30cm以内かつ燃焼器具から8m以内になるように設置する。空気より重いガス（LPガスと一部の都市ガス）の場合、検知部が床面から30cm以内かつ燃焼器具から4m以内になるように設置する。
なお、下記のような場所には設置してはならない。

#### 空気より軽いガスの場合
- ガス器具からの排気や湯気・油煙等が直接かかる場所
- ドア付近など風通しの良い場所
- 空気吹き出し口から1.5m以内の場所
- 周囲温度が-10℃以下又は50℃以上になるおそれのある場所
- 電源にAC100Vを使うものにあっては、浴室内や水しぶきのかかる場所

#### 空気より重いガスの場合
- 出入口付近や換気口の空気吹出し口から1.5m以内の外気が流通する場所
- 床面に20cm以上の段差があり、低い方にガス器具がある場合、床の高い方の区域
- 床面と棚板等で仕切られている壁面、又ガス器具と警報器との間に、間仕切があり漏洩ガスの流れを妨げる場所
- 周囲温度が-10℃以下又は40℃以上になるおそれのある場所。
- 電源にAC100Vを使うものにあっては浴室内及び水しぶきが散る場所

### 維持管理
ガス警報器には有効期限がある（警報器本体に有効期限が記載されたシールが貼ってある）ので、期限が切れたものは交換する必要がある（たいていのガス会社は有効期限をコンピュータに入力して一括管理するので、交換時期が近付くと連絡が入る）。また、月に一度は点検口より付属の試験ガスを認識させ、正しく動作することを確認する。

### その他注意点
- ガス警報器が鳴り出した場合、うるさいからといって即座に電源プラグを抜く（天井設置型の場合はベースから本体を取り外す）行為は危険である。もし本当にガス漏れであった場合、プラグを抜くことで発生した電気火花でガスに引火し爆発する恐れがあるためである。また、明らかに誤作動で鳴ったと分かった場合は抜いても特に危険はないが、抜いたまま放置すると異常を検知できなくなる他、集中監視方式の場合はプラグを抜くと管理室等の受信機に異常表示が出る。近年の製品は、警報器本体に警報停止スイッチが付いており、誤報の場合はそれを押すことで音を止める事が出来る。
- ガス警報器は、基本的に可燃性ガスを検知する仕組みであることから、ガス漏れや不完全燃焼以外の原因でも作動することがある。例えば、警報器付近で缶スプレーを使用した場合（噴射剤として可燃性ガスが使われている為）や酒やみりんを使った調理の湯気（アルコールは可燃性物質である）が誤作動の原因として挙げられる。また、警報器の直近で放屁した場合も作動する（ABCテレビ『探偵!ナイトスクープ』で行われた実験による；屁には可燃性ガスであるメタンが含まれるため）。

## メーカー
- 愛知時計電機
- 岩谷産業
- FIS
- 桂精機製作所
- アズビル金門
- 新コスモス電機
- ホーチキ
- パナソニック電工
- 矢崎総業 - 矢崎エナジーシステムに分社。
- リコーエレメックス